# Kirill Sokolov
Kirill Sergueïevitch Sokolov (Кирилл Сергеевич Соколов en russe), né à Saint-Petersbourg, en Union soviétique en 1989, est un réalisateur et scénariste russe.

## Biographie
Kirill Sokolov est né en 1989 à Leningrad (actuellement Saint-Pétersbourg). En 2006, il obtient son diplôme de fin d'études secondaires au lycée de Saint-Pétersbourg, après une performance exceptionnelle lors d'une olympiade de physique régionale qui lui vaut une place à l'université polytechnique de sa ville natale. Après avoir obtenu sa maîtrise en nanosciences structurelles en 2012, il participe à plusieurs ateliers de scénarisation et de réalisation et réalise ses premiers films, dont la plupart avec un humour très noir. Pour son court métrage d'une demi-heure, La Flamme (Огонь), Sokolov réalise et écrit le scénario et travaille avec des scènes d'action extrêmement longues. Il est considéré comme l'inventeur du « western d'intérieur ». Il poursuit ce nouveau genre de film avec son premier long métrage Why Don't You Just Die! (traduit en français par Papa, crève) un thriller horrifique utilisant beaucoup d'humour noir pour dénoncer les problèmes sociaux en Russie,.

## Filmographie
- 2012 : Sisyphe est heureux (Сизиф счастлив)  (court-métrage de 25 min)
- 2012 : Cela pourrait être pire (Бывает и хуже)  (court-métrage de 13 min)
- 2014 : La Fin (Исход) (court-métrage de 10 min)
- 2015 : La Flamme (Огонь) (court-métrage de 29 min)[3]
- 2018 : Why Don't You Just Die! (Папа, сдохни / Papa, sdochni)
- 2021 : Arrache et jette (Оторви и выбрось)
- 2026 : They Will Kill You (Они убьют тебя)[6],[7],[8] Date sujette à modification

## Prix (catégories)
- Festival du film fantastique 2019 Nomination pour le Fresh Blood Award (Why Don't You Just Die!)
- Festival international de films de Montréal Fantasia 2019 : Prix du meilleur long métrage (Why Don't You Just Die!)
- Festival international du film fantastique de Neuchâtel 2019 : Nomination pour le Meilleur Film Fantastique Européen pour les Méliès d'argent (Why Don't You Just Die!).
- Festival international du film de Catalogne 2019 : Nomination pour le meilleur film dans la section Midnight X-Treme (Why Don't You Just Die!).